# 石黑成綱
石黑成綱（?—1581年8月5日），日本戰國時代至安土桃山時代的武將。通稱左近藏人。別名成親。越中國礪波郡木舟城城主。
屬於奈良時代的豪族礪波氏流越中石黑氏的庶流，不過建立起超過惣領家的威勢。

## 生平
生年不詳。永祿9年（1566年），進攻一向一揆方的小倉六右衛門據有的鷹栖館和勝滿寺，並在該地放火。天正4年（1576年），在上杉謙信侵攻越中時，臣服於上杉氏。在謙信死後，受賜遺物太刀。雖然在上杉景勝時期亦臣服，不久後投向織田氏，從屬於神保長住。天正9年（1581年）4月，夜襲並火攻僧人顯幸守備的越中一向一揆中心勢力勝興寺。不過之後，居城木舟城被上杉軍的吉江宗信攻奪。
7月，被織田信長懷疑與上杉方內通，被命令與一族30人一同前往近江國佐和山。發覺到暗殺計劃的一行人打算逃走，不過在近江國長濱被丹羽長秀的手下追擊並殺死（『信長公記』）。原因是在上杉和織田之間，採取曖昧的態度。被殺後，木舟城由上杉家臣吉江宗信守備。

## 外部連結
- 武家家伝＿石黒氏 （页面存档备份，存于）